# История Косова
На протяжении своей истории Косово было в составе разных государств.

## Косово в античности
В I тыс. до н. э. территория Косово была заселена иллирийцами, которые в ходе Иллирийских войн были включены в состав Римской империи.

## Косово в Средневековье

### Переселение славян на Балканы
После распада Римской империи территория современного Косово вошла в состав Византийской империи. К концу VI века Косово, как и большая часть Балканского полуострова, было колонизировано славянами, которые частично ассимилировали, а частично вытеснили местное романизированное население на побережье. Хотя территории, на которых расселились славяне, оставались под номинальным сюзеренитетом Византии, фактически власть принадлежала местным славянским племенным вождям (жупанам), которые на территории современной Сербии, включая Косово, образовали несколько протогосударственных племенных образований — жупаний. Жупании постепенно объединялись в небольшие княжества, однако процесс складывания государственности был существенно замедлен из-за обособленности территорий, населённых различными сербскими племенами, их отдалённости от городов и центров торговли и отсутствию взаимных экономических связей. Жупы обычно занимали районы, ограниченные течением рек или горами. Их центрами являлись укрепленные поселения или города. Как административные территориальные единицы жупы в дальнейшем
стали прочной основой Сербского государства. Однако византийцы все эти земли назвали «склавинии». После расселения славян на Балканах в византийских источниках появляются сведения о множестве склавиний от Салоник до Константинополя, а позднее и о склавиниях, расположенных выше городов на далматинском побережье.
В результате на сербской территории образовалось несколько центров формирования государства, один из которых находился на землях, лежащих непосредственно к северу от современного Косово — в Сербском княжестве, позднее получившем название Рашка. Параллельно со складыванием государства происходила христианизация сербов. Как и в других частях Балканского полуострова, в сербских землях распространение христианства среди славянских племен началось вскоре после их переселения. Инициатором христианизации в этих землях была Византия, которая рассчитывала таким путём расширить своё политическое влияние на славян. Император Константин Багрянородный сообщает, что крещение сербов началось ещё при императоре Ираклии (610—641 гг.), который послал сербам священников из Рима. По мнению ряда историков, попытки Византии распространить христианство в сербских землях имели несколько большие результаты, чем в Хорватии. Христианство первоначально распространялось медленно, широкие слои населения с трудом его воспринимали и нередко вновь возвращались к язычеству. Однако часть славянского населения сохранила приверженность христианству, особенно в приморских областях, граничащих с византийскими владениями. Окончательно новая религия утвердилась в сербских землях только во второй половине IX века при императоре Василии I, когда крестился княжеский род в Рашке. Предположительно, это произошло между 867 и 874 годами. В то же время, отдельные представители сербской знати могли креститься и ранее, тогда как в некоторых районах (особенно в Пагании) и в среде крестьянства язычество господствовало ещё и в X веке.
Во второй половине IX века началась интенсивная экспансия болгар в направлении сербских земель. Косово стало ареной борьбы между Первым болгарским царством, Византией и более слабым сербским княжеством Рашка. В начале X века Косово было включено в состав Болгарской державы Симеона I. Попытка восстановления самостоятельности Рашки при Чаславе завершилась неудачно: к концу X века Косово вновь вернулось под власть болгар, признав сюзеренитет царя Самуила. Однако в 1018 году Западно-Болгарское царство было завоёвано византийским императором Василием II, а сербские земли фактически впервые после VI века оказались под контролем Византии. Это привело к перемещению ядра формирования сербской государственности в приморские области — в Дуклю, где в середине XI века образовалось сильное славянское княжество (с 1077 года — королевство), которое при Константине Бодине включило в свой состав и Косово.

### Центр Сербского королевства
В начале XII века, после смерти Константина Бодина, Дуклянское государство распалось. Косово вновь стало ареной противостояния между восстановленным княжеством Рашка и Византией. Перелом в этой борьбе произошёл с вступлением на престол Рашки князя Стефана Немани, основателя династии Неманичей. В конце 1160-х гг. он подчинил северную часть Косово, а к концу 1180-х гг. завоевал всё Косово, Метохию и Вардарскую Македонию. Хотя в 1190 году Стефан Неманя потерпел поражение от византийцев в Моравской битве, большая часть Косова была признана владением Сербского государства, которое получило независимость. Окончательное включение территории современного Косово в состав Сербии произошло в 1208 году со взятием Призрена и Липляна.
В 1217 году князь Стефан Первовенчанный был коронован королём Сербии. В 1219 году была учреждена автокефальная Сербская православная церковь. На территории Косово сформировались три православных епископства с центрами в Хвосно, Призрене и Липляне. В конце XIII века резиденция митрополита сербского была перенесена в Печ. Косово стало религиозным, культурным и политическим центром Сербии. Здесь было основано множество монастырей и церквей, в частности Собор Богоматери в Призрене (1307), монастырь в Высоких Дечанах (1327), монастырь Грачаница близ Приштины (1335). Обширные земельные владения, особенно в западной части Косово, в Метохии, были переданы церкви. Приштина, Призрен и замок в Неродимье использовались сербскими королями в качестве своих резиденций. Активно развивалась торговля, горное дело и ремесло, центрами которых стали Ново-Брдо и Приштина. Экономический и культурный расцвет Косово и всей Сербии пришёлся на время правления Стефана Душана (1331—1355), когда в состав сербского государства вошла Македония, Северная Греция и Албания. В 1346 году Стефан Душан был коронован «царём сербов и греков», а Печский архиепископ получил статус патриарха. В этот период подавляющее большинство населения Косово было славянами, главным образом сербами. Об этом свидетельствуют монастырские грамоты, сохранившиеся с того времени, в которых упоминаются практически исключительно славянские имена. Кроме сербов, очевидно, в Косово проживало некоторое количество албанцев, валахов, а также греков, болгар, немцев (в городах).

## Под властью Османской империи
Политика опоры Стефана Душана на крупную земельную аристократию, под контроль которой были переданы жупы и наместничества, привела после его смерти к быстрому распаду Сербского государства. В Косово установил свою власть князь Воислав Войнович (ум. 1363), который проводил собственную политику, не считаясь с номинальным царём сербов Стефаном Урошем V. В конце 1360-х гг. Косово было разделено между владениями Николы Алтомановича, князя Лазаря и короля Вукашина. Постоянные войны, которые вели между собой местные правители, существенно ослабили Сербию в условиях нарастающей угрозы со стороны Османской империи. В 1371 году король Вукашин был разбит в Марицкой битве, в результате чего Македония и Южное Косово попали в зависимость от турок. Попытку объединения Сербии предпринял князь Лазарь при поддержке Печского патриархата. Но в 1389 году на Косовом поле объединённая сербская армия князя Лазаря была разбита численно превосходящими войсками султана Мурада I, а сам князь убит. Сербия признала сюзеренитет Османской империи.
В начале XV века при Стефане Лазаревиче сербское государство пережило короткий период возрождения, единство сербских земель было восстановлено. Ядро государства, однако, сместилось в северные области, в район Смедерева, менее страдавший от турецких набегов. Косово продолжало оставаться важным экономическим (серебряные и золотые рудники Ново-Брдо) и религиозным центром Сербии. В середине XV века началось новое наступление турок. В 1448 году во втором сражении на Косовом поле была разбита венгерская армия Яноша Хуньяди. В 1454 году турецкие войска захватили Приштину, Призрен и Ново-Брдо. Наконец, в 1459 году пало Смедерево — столица сербского государства. Территория Сербии была окончательно завоёвана Османской империей.

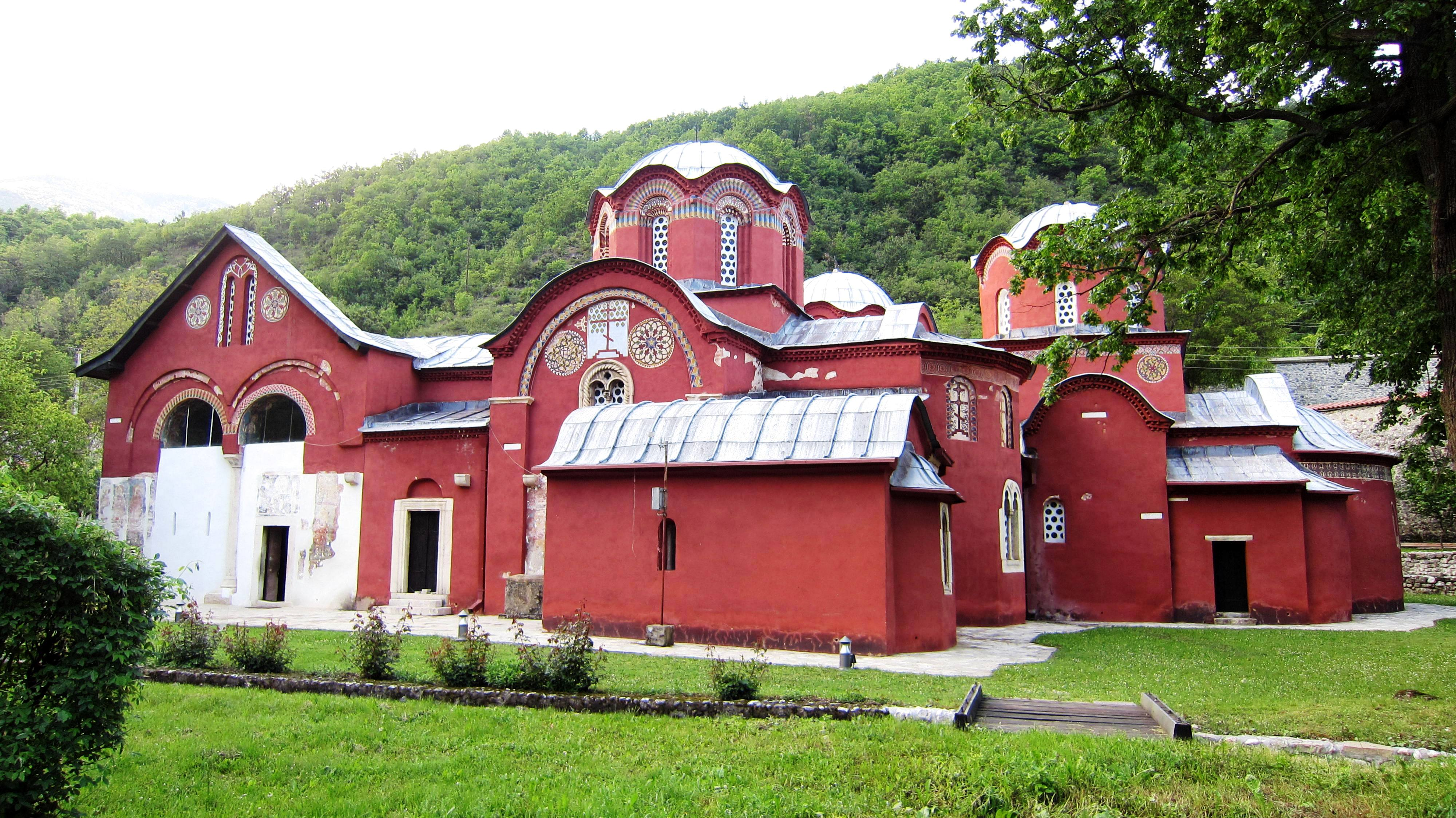
Печская Патриархия

Турецкое завоевание имело катастрофические последствия для хозяйства. В результате войн, грабежей, слома традиционных поземельных отношений, введения новых налогов (харадж, джизья, испендже), закрепощения крестьянства, разрыва торговых связей сельское хозяйство, горнорудное и ремесленное производство Косова пришли в упадок. Целые районы опустели, рост городов прекратился. К экономической стагнации добавился фактор национального гнёта: местная аристократия была вытеснена мусульманами, частично из принявших ислам славян (потурченцы), христианам было запрещено носить оружие, поступать на государственную службу. Всё это способствовало оттоку сербского населения из равнинных районов в горы или за границы Османской империи, прежде всего на венгерские земли к северу от Дуная. На освобождавшиеся земли переселялись скотоводы-влахи, албанцы, которые пользовались определёнными привилегиями (освобождение от хараджа, собственный «влашский закон», поставки скота для государственных нужд). Расселение в равнинных областях Косово и Южной Сербии влахов, общественный уклад которых оставался патриархальным, способствовало консервации отсталых форм хозяйствования и общественной организации.
Главным центром сербской культуры и национального единения в XV—XVI веках являлась православная церковь во главе с Печским патриархатом. После нескольких десятилетий подчинения сербской церкви Охридскому архиепископу в начале XVI века самостоятельность Печского патриархата была в 1537 году восстановлена, а патриарх получил права, равные Константинопольскому. Церковь сохранила большую часть своих земель и имущества, что позволило ей существенно укрепить своё политическое и общественное значение как ядра национального сплочения сербского народа в Османской империи.

### Великое переселение сербов
С XVI века начался подъём освободительного движения народов Балканского полуострова против власти Османской империи. Участились восстания крестьян, гайдучество. Политическая элита сербского населения, прежде всего Печская патриархия, установила связи с иностранными государствами — противниками Порты (Венецианская республика, Австрия, Испания). Это позволило соединять восстания с войнами, которые вела Османская империя. Движущей силой антитурецкого сопротивления с начала XVI века являлась Австрия. В период австро-турецкой войны 1593—1606 годов по сербским землям прокатилась волна восстаний, в значительной степени направлявшихся Печской патриархией. Следующий подъём освободительного движения пришёлся на конец XVII века, когда австрийским войскам удалось изгнать турок из Венгрии. В 1688 году австрийцы заняли Белград. Это вызвало массовые выступления по всем сербским землям, резкий всплеск гайдучества и освобождение некоторых территорий из-под власти Османской империи. Появилась надежда на освобождение всей Сербии и восстановление её независимости. В 1689 году австрийская армия при поддержке местного населения освободила значительную часть Косова и Южной Сербии и двинулась в Македонию.
Однако в 1690 году началось массированное турецкое наступление. Австрийцы отступили из Македонии, а затем и из Сербии. Турецкие войска вновь заняли Ниш и Белград. Восстановление османской власти сопровождалось разорением страны. Разочарование в возможности достижения независимости и турецкие репрессии заставили сербов покидать свои земли. По призыву печского патриарха Арсения III в 1690 году начался массовый исход православного населения с территорий Косово, Южной и Центральной Сербии и его переселение за Дунай, на территорию Австрийской монархии. Этот исход получил название Великого переселения сербов. Его результатом стало расширение этнической сербской территории на север: Банат, Срем, Бачка и Баранья были заселены сербами, которые пришли на место покинувших эти земли в XVI веке венгров. С другой стороны, опустели южносербские территории. Только из Косова по призыву Арсения III эмигрировало около 37 тысяч семей. Исход сербского населения продолжился и в первой половине XVIII века, особенно после поражения австрийцев в австро-турецкой войне 1735—1737 годов. Земли обезлюдели, хозяйство пришло в упадок.

### Албанская колонизация
На освободившуюся после ухода значительной части сербов территорию с конца XVII века началось постепенное переселение албанцев. Албанцы в целом значительно эффективнее интегрировались в социально-политическую систему Османской империи. К XVIII веку около половины албанцев приняло ислам, горцы активно привлекались на военную службу в турецкой армии, в том числе в корпусе янычаров, албанцы также проникли в высшие органы власти империи, вплоть до поста великого визиря. Собственно на территории Албании власть центрального правительства была минимальной, а управление и земельная собственность находились, по преимуществу, в руках местных феодалов. Более того, расселившиеся в этом регионе турки быстро ассимилировались албанцами. Ко второй половине XVII века относится начало быстрого подъёма албанской экономики, прежде всего торговли и городского ремесла. Эти факторы способствовали колонизации албанским населением соседних территорий, опустевших в результате войн и эмиграции.
Изменение этнического состава населения Косово привело к возникновению сербо-албанского противостояния. В XVIII веке в результате эллинизации православной церкви на территории Османской империи она перестала служить центром освободительного движения сербов. В 1766 году Печский патриархат был упразднён. К середине XVIII прекратилась экспансия Габсбургов на Балканы. Всё это способствовало упадку национального движения и его перемещению в Северную Сербию, в Белградский пашалык, который с начала XIX века превратился в ядро освобождения Сербии. В Косове продолжался рост доли албанского населения, особенно в западной части области. Тем не менее, ещё в 1838 году австрийский исследователь Йозеф Мюллер отмечал преимущественно славянский характер населения Метохии, причём особенно заметным было сербское доминирование в городах.

## Национальные движения в Косово в XIX веке
Ослабление сербского национального движения в Косово с конца XVIII века сопровождалось зарождением и ростом албанского национального движения. Первые его зачатки относятся к так называемой «эпохе пашалыков» (конец XVIII — 1831 г.), когда в условиях кризиса центральной власти в Османской империи на региональном уровне сформировались полунезависимые пашалыки, управляемые крупными местными феодалами, вступившие в противостояние с центральной властью. Значительная часть Косова в 1780-х гг. попала под власть Мехмеда-паши, создавшего на землях Северной и Центральной Албании, а также Косово и Западной Македонии собственное княжество с центром в Шкодере, лишь номинально признающее власть султана. В начале XIX века Шкодерский пашалык начал приобретать черты национального образования албанцев, появилось стремление к полному разрыву зависимости от Турции. Однако это образование оказалось непрочным. В 1831 году войска Мустафы-паши Шкодерского были разбиты, сам он смещён, а в регионе восстановлена центральная власть Османской империи.
Вторжения османских войск в Албанию, а также непрекращающиеся усобицы между местными феодалами на рубеже XVIII—XIX веков дали новый толчок к переселению албанцев в более спокойное Косово. Доля албанского населения продолжала увеличиваться и к середине XIX века, очевидно, составила более 50 % населения края. Одновременно возрастало значение Косово для албанского национального движения. Уже в 1830-х гг. с началом эпохи централизаторских реформ в империи (танзимат) начались выступления албанцев против османской власти. В 1840-х гг. просветительская деятельность Наума Векильхарджи легла в основу албанского национального возрождения, лидеры которого выступали за объединение албанских земель и самоуправление в рамках Османской империи. В 1866—1867 гг. в Косово произошло крупное восстание албанцев против турецкой власти.

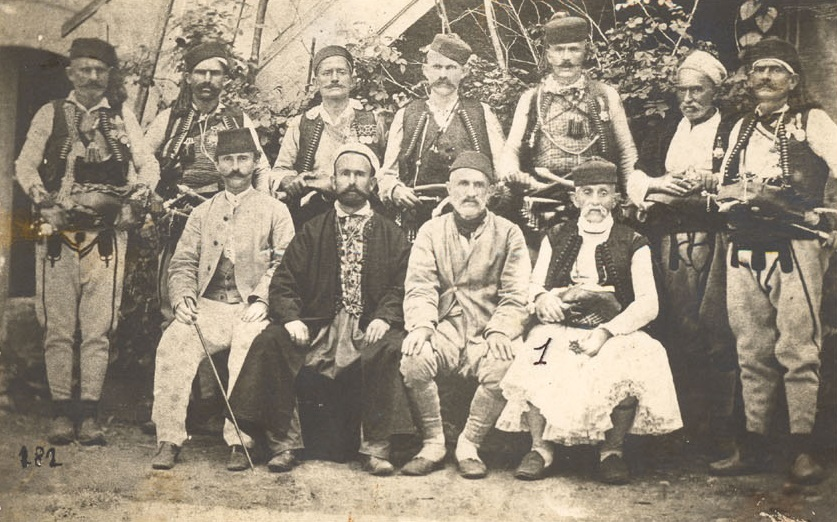
Члены Призренской лиги, 1878 год.

В начальный период «Восточного кризиса» (1876—1877) албанцы поддержали восстания в Герцеговине и в Болгарии и отказывались служить в османской армии. Однако после подписания в 1878 году Сан-Стефанского мирного договора, не учитывавшего интересы албанцев, произошёл коренной перелом в национальном движении. Вопрос об антиосманском восстании был снят с повестки дня, вместо него лидеры албанцев выступили с идеей объединения всех населённых албанцами земель в автономный вилайет в составе империи и против расчленения страны иностранными державами. Ядром нового движения стало Косово. Здесь, в городе Призрен, 10 июня 1878 года прошёл общеалбанский съезд, на котором была учреждена албанская Призренская лига — военно-политическая организация, призванная защитить национальные интересы албанцев. Лига развила бурную деятельность, её отделения были созданы по всей Албании, Косову и Западной Македонии, в некоторых регионах ячейки Лиги установили контроль над местной администрацией. После отказа правительства Османской империи обсуждать вопрос о создании автономного албанского вилайета в 1880 году руководство Лиги разорвало связи с Портой, а её вооружённые силы заняли основные центры Косово и Западной Македонии. На этих территориях была сформирована местная албанская администрация, подчинённая временному правительству Лиги. В то время, как собственно в Албании комитеты Лиги были заняты внутренними конфликтами, именно Косово стало ядром национального сопротивления, в которое были вовлечены широкие слои албанского населения края. Однако радикальное временное правительство в Призрене не получило поддержки более умеренных комитетов северной и южной Албании. Поэтому, когда в 1881 году в Косово вступила османская армия, движение было быстро подавлено. Призрен после некоторого сопротивления был захвачен турками, затем власть империи была восстановлена и в других областях Косово. Призренская лига прекратила существование.
В конце XIX века в Косово усилилось албанское просветительское движение, была создана целая сеть школ и культурно-просветительских обществ. В национальном движении начался раскол на сторонников автономии и независимости албанских земель. В 1896—1897 гг. в результате усиления панславянской агитации в Косове и Македонии, а также в связи с возникновением претензий иностранных держав (в частности, Австро-Венгрии) на установление протектората над Албанией, началось новый подъём национального движения. Его центром вновь стало Косово. В 1897 году сложился союз косовских городов (Призрен, Печ, Приштина) в поддержку самоуправления Албании. В 1899 году в Пече (алб. Пейи) была учреждена Албанская лига в Пейи, целью которой стала организация борьбы за объединение и автономию албанских земель. Были созданы военные формирования и местные комитеты, но в 1900 году в Косово и Албанию были введены турецкие войска, подавившие выступления албанцев.
В то время, как албанское национальное движение в Косово в конце XIX века переживало расцвет, сербское национальное движение продолжало находиться в застое. Хотя уже с 1850-х гг. на территории края началась пропагандистская и агентурная работа эмиссаров и просветителей Сербского княжества, стремящихся подготовить почву для объединения всех сербских земель в рамках независимого государства, политическая активность местного населения оставалась низкой. Значительных результатов удалось, тем не менее, достичь в культурно-образовательной сфере: в конце XIX века в Косово, главным образом в восточных и северных регионах края, было основано множество сербских школ и культурно-просветительских обществ. В 1896 году было достигнуто соглашение между Сербией и Черногорией о разделе сфер влияния в Косове, Македонии и Албании: Метохия, Санджак и Северная Албания признавались зоной интересов Черногории, Восточное Косово и Македония — Сербии. В том же году Сербия и Черногория совместно выступили в защиту культурно-религиозной автономии славян Косово, когда турецкие власти попытались назначить митрополитом Призрена грека—фанариота.

## Косово в XX веке

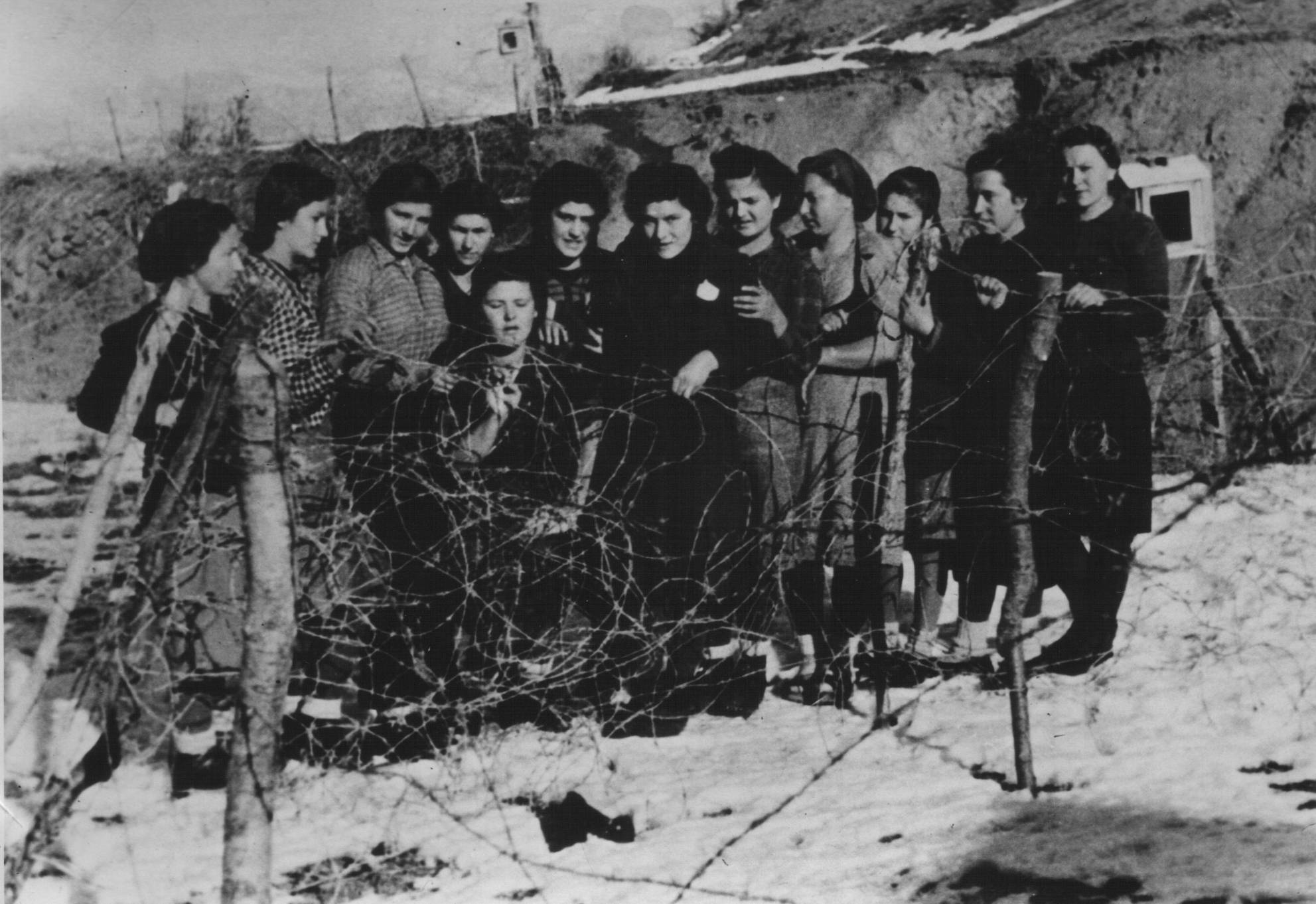
Жители Печи в лагере Пука (Албания), 1943 год.

В 1878 году Сербия получила независимость от Османской империи.
Значительно позже (в 1912 году), Сербия получила контроль над Косово. И только в 1918 году Косово вошло в состав Королевства сербов Вардарской, Зетской и Моравской бановинами. Присоединение Косово оказалось нелегким делом, так как в крае действовало повстанческое движение качаков.
В 1930-е годы королевское правительство неоднократно пыталось решить вопрос албанцев различными способами, такими как поощрение их эмиграции в Турцию и заселение в край черногорских крестьян; известно, что принц-регент Павел отклонил предложение Муссолини о разделе Албании между Югославией и Италией, сославшись на нежелание обременять страну ещё большим количеством албанцев. Истоки современного кризиса в Косове многие историки видят в событиях середины XX века.
О решимости югославских властей свидетельствует тот факт, что 11 июля 1938 года между Югославией и Турцией была заключена конвенция (не ратифицированная турецкой стороной) о переселении в Турцию 40 тыс. мусульманских семей из Южной Сербии в 1939—1944 годах. Причем югославские власти обязались платить за каждую переселенческую семью по 400 лир (из них 30 % в валюте).
Во время Второй мировой войны итальянские фашисты создали в Албании коллаборационистский режим — Великая Албания, в состав которой было включено и Косово. Албанцы произвели этническую чистку, убив или изгнав большую часть сербского населения. Албанскими националистами были убиты тысячи сербов и черногорцев. По разным данным от 100 до 200 тысяч сербов покинули эти земли. На их место из Албании переселились от 70 до 100 тысяч албанцев.

## Косово в составе СФРЮ

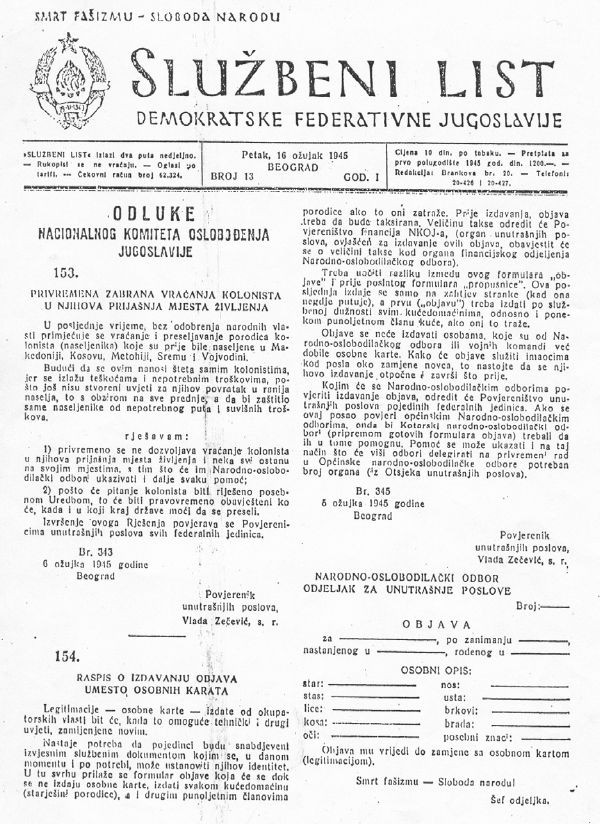
Запрет сербам и черногорцам возвращаться в Косово и Метохию

После освобождения Косова в 1944 году Народно-освободительная армия Югославии столкнулась с серьёзным сопротивлением косовских албанцев. К июлю 1945 года их отряды были разгромлены или вытеснены в соседние страны. Стремясь успокоить местных албанцев, недовольных возвращением Косово в состав Сербии, глава югославских коммунистов Броз Тито запретил изгнанным сербам возвращаться в Косово и пообещал рассмотреть вопрос о возможном объединении Югославии с Албанией. После войны Тито, надеясь на вхождение в состав Югославии Албании, принял 400 тыс. беженцев из Албании и переселил из Косово и Метохии в другие регионы Югославии 200 тыс. сербов. К этому времени в Косово соотношение албанского и сербского населения достигло 9:1. Косово получило статус автономной области (Косовско-Метохийская автономная область).
Между тем, албанцы продолжали оставаться недовольными. Лидер Албании Энвер Ходжа писал в ЦК ВКП(б) в 1949 году: «Демократические и национальные права албанского национального меньшинства Косово и Метохии совершенно не соблюдаются. Никакой связи с Албанией!». Предоставление Косово автономии и открытие там албанских школ Ходжа расценил как демагогию, так как «идеал — соединение с Албанией — остался неосуществленным».
До середины 1960-х годов ситуация в крае была под жестким надзором Службы государственной безопасности, которую курировал один из ближайших соратников Тито Александр Ранкович. При Ранковиче органы государственной безопасности преследовали как албанцев, хранящих оружие, так и просто поддерживавших связи с Албанией, а также тех, кто только подозревался в этом. После его отставки, по мнению американского историка Крейга Нейшна, в крае сложились условия для более свободных проявлений инакомыслия, а дальнейшая суверенизация Косово сделала возможным дискриминацию сербского меньшинства албанцами.
Новым шагом в автономизации Косово и Метохии стало принятие Югославией конституции 1963 года. Согласно её положениям, национальные меньшинства стали именоваться народностями, а автономные области получили статус краев. В ноябре 1968 года был образован Социалистический автономный край Косово, из его названия было убрано слово «Метохия» .
В 1966 году республиканское МВД Сербии сообщало:
В средних школах, средних специальных заведениях, гимназиях и учительских школах молодежи легально преподают национализм. Враждебность растет. И таких акций в последнее время становится все больше — организация бойкота, нападения на лиц черногорской и сербской национальности, угрозы и принуждения к отъезду с этой территории, открытые враждебные выступления в общественных местах
В это время руководство косовских коммунистов во главе с Фадилем Ходжей требовало от федеральных властей равноправия языков народов и народностей в стране, переименования Устава автономного края в Конституцию, определения СФРЮ как содружества равноправных народов и народностей, создания в крае Конституционного суда.

Автономный край Косово в составе Сербии на карте СФРЮ, 1974—1990 года

В 1968 году в Косово и Македонии произошли выступления албанской молодежи. Демонстранты требовали дать краю статус республики, принять новую конституцию, объединить территории с албанскими населением в разных республиках. Демонстрации были разогнаны силами полиции. Служба государственной безопасности СФРЮ отмечала, что в этот период в крае росли националистические настроения, охватывавшие слои интеллектуалов, студентов и даже школьников. Позиции албанских националистов усилились с ростом автономии а также после проведения ряда мер, среди которых были разрешение на использование албанских национальных символов, начало научного и культурного сотрудничества с Албанией и т. д. По данным профессора Ф. Агани, демонстрациям предшествовали «конституционные дискуссии» в СФРЮ, где было озвучено требование сделать Косово республикой. Под давлением албанцев край покидали сербы и черногорцы. По данным российского историка Елены Гуськовой, в период с 1961 по 1980 гг. из края уехали 92 197 сербов и 20 424 черногорца. По данным Сербской православной церкви, основным мотивом оставления края сербами были рост напряженности и давление со стороны местных албанцев. В то же время некоторые западные исследователи писали, что причины эмиграции 90 000 сербов из Косова были в основном экономическими. Схожее мнение об экономических причинах исхода сербов высказала российской историк Нина Смирнова, которая также в качестве причины исхода указывала на «потерю привилегированного положения» рядом сербов, а также на выезд из края замешанных в злоупотреблениях чиновников и полицейских. На их места переселялись албанцы из Македонии, Черногории и Южной Сербии.
Глава ЦК СК Сербии Марко Никезич отмечал, что проблему Косово нужно решать развитием экономики, борьбой с отсталостью и бедностью, предоставлением албанцам тех же прав, которыми обладали другие народы в Югославии. В то же время он выступал за решительное противодействие национализму.
Принятие новой Конституции в 1974 году увеличило степень автономности краев, они получили большую политическую и экономическую самостоятельность. При этом, будучи в составе СР Сербии, края имели почти те же права, что и сама Сербия в рамках Югославии. Косово и Воеводина могли блокировать любое решение Сербии, в то время как Сербия не могла влиять на решения своих автономных краев. Руководящие органы Косово подчинялись республиканским властям только в том случае, если считали это выгодным для себя.
Фадиль Ходжа отмечал, что албанский народ имеет право объединиться в одно государство и необходимо бороться за это объединение. По его мнению, именно из Косово, а не из Албании, поступают импульсы к такому объединению. По словам Ходжи, так было и при Османской империи, и во время Балканских войн, и с Косовом были связаны значительные даты в истории албанского народа.
1970-е годы характеризовались продолжавшейся межнациональной напряженностью и ростом активности албанских националистических организаций, среди которых выделялось «Движение за национальное освобождение Косово». Оно поддерживало националистически настроенные круги среди албанских студентов, которые занимались в основном пропагандой и распространением листовок и запрещенной литературы. Один из лидеров албанских националистов в 1980-е Хидает Хисени писал, что акции студентов были «видом постоянного движения албанцев за национальное освобождение и равноправие с другими народами в той Югославии». Кроме непосредственно Косово националистические организации албанцев действовали также в Македонии и странах Европы.
Экономически Косово в составе СФРЮ постоянно относилось к официально существовавшей категории «неразвитых регионов», которые получали дотации из федерального центра. С 1970-х годов Косово стало основным получателем этих кредитов среди регионов Югославии. В 1976—1980 годах Фонд Федерации для кредитования экономически недостаточно развитых республик и областей выделил Косово 2847,6 тыс. динаров, в то время как Боснии и Герцеговине 2352,5 тыс. динаров, Македонии — 1662,9 тыс. динаров, Черногории — 831,5 тыс. динаров. Кредиты предоставлялись на длительный срок и под сравнительно небольшой процент. Например, в 1966—1990 годах Косово получало кредиты сроком на 15 — 19,5 лет под 2,1 — 9,0 % годовых.
В 1970-е годы участились случаи проявления нетерпимого отношения к сербам со стороны албанского населения края. Между 1971 и 1981 годами, в которые проводилась перепись населения, 50 тысяч человек сербского населения покинуло Косово.
В 1981 году в Косове произошли массовые беспорядки, положившие начало так называемой «косовской интифаде», существовавшей на уровне бандитизма и тянувшейся без видимых результатов до середины 1980-х годов.

## Косовский кризис

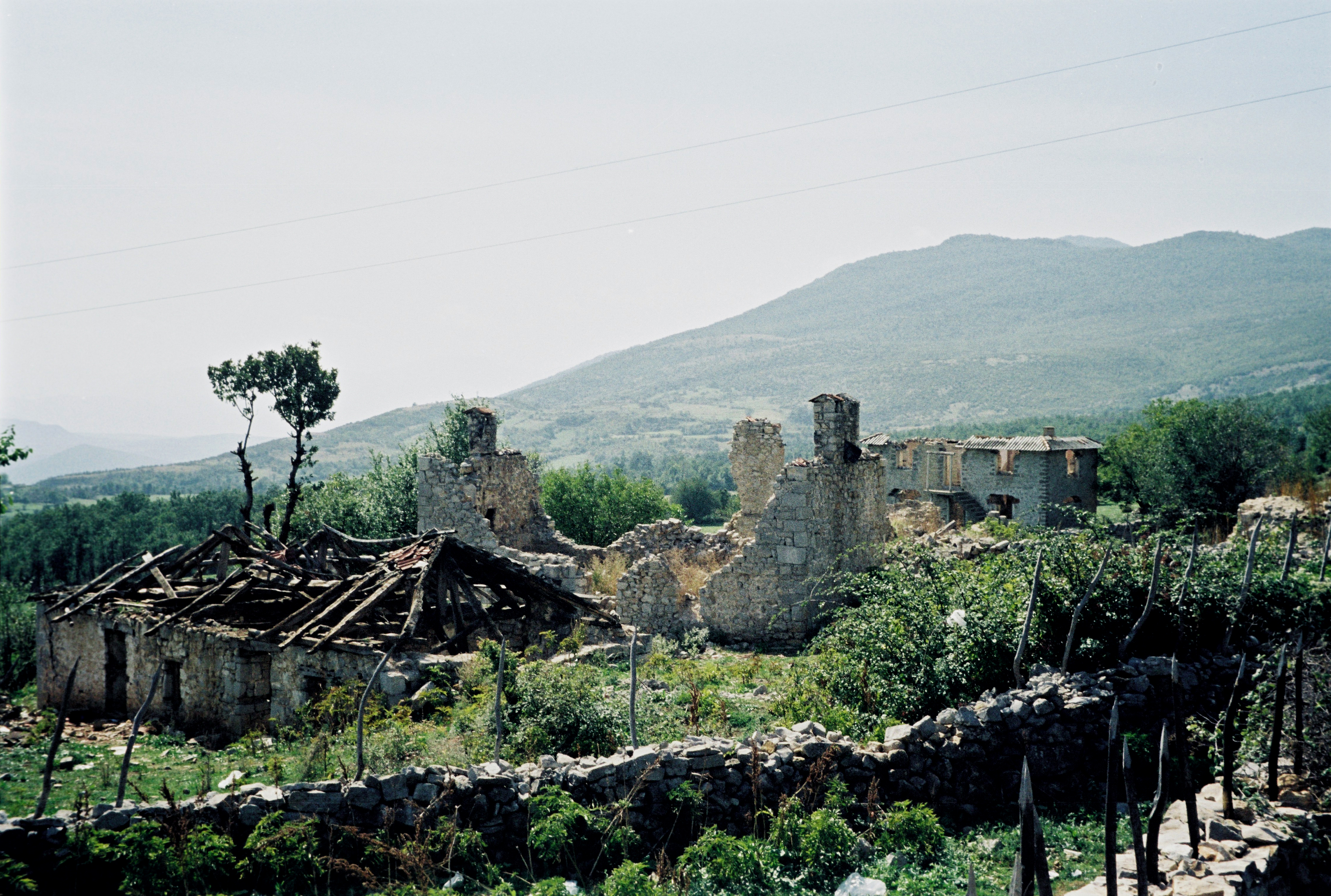
Руины около Морины. Фото 2001 года

Сербо-албанский антагонизм обострился после прихода к власти в Сербии Слободана Милошевича в 1988 году, который, используя националистическую риторику, смог завоевать широкую популярность среди сербского населения в условиях начавшегося распада Югославии. 28 июня 1989 года в 500-летнюю годовщину Косовской битвы Милошевич выступил перед сербами на Косовом поле. В 1989 году в Сербии состоялся референдум, утвердивший новую конституцию, которая радикально урезала автономию национальных краёв. Был образован автономный край Косово  и Метохия. В ответ на готовившееся ограничение автономии в Косово в феврале 1989 года прошла забастовка и голодовка шахтёров, подавленная властями. Против ликвидации автономии выступил парламент (скупщина) Косова, который 2 июля 1990 года провозгласил край республикой.
Сербские власти распустили косовский парламент. Однако косовские депутаты собрались в городе Качаник, где 7 сентября 1990 года провозгласили Республику Косово. В Косове прекратилось вещание государственных радио- и телевизионных станций на албанском языке, начались увольнения албанцев из государственных структур, в некоторых учреждениях образования было свёрнуто преподавание на албанском. В ответ начались массовые забастовки, акции протеста, этнические столкновения.

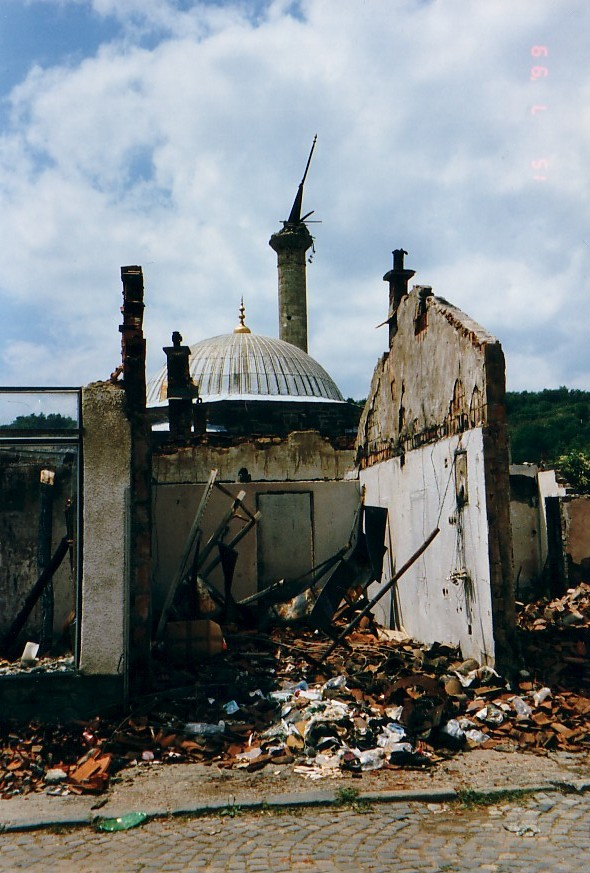
Разрушенная албанская мечеть в Косове

В 1990 году в Косове было введено чрезвычайное положение. Тем не менее, сепаратистские стремления среди албанцев возрастали. 22 сентября 1991 года было провозглашено создание независимой республики Косово, а затем проведены несанкционированные (среди албанской общины) референдум о независимости и президентские выборы (23 мая 1992 года одновременно с парламентскими выборами), на которых президентом был избран Ибрагим Ругова. 22 октября 1991 года независимость Республики Косово признала Албания. Началось создание вооружённых формирований сепаратистов, которые в 1996 году были объединены в Армию освобождения Косово. В крае развернулась партизанско-террористическая война, жертвами которой стали сотни мирных жителей, чиновников и военных Югославии. Первоначально борьбу с сепаратистами вели лишь милицейские подразделения, но в 1998 году в военные действия вступила югославская армия. Война сопровождалась массовыми репрессиями, убийствами мирных жителей и этническими чистками с обеих сторон конфликта. Членами АОК были разрушены многие памятники православной культуры, изгнано или уничтожено несколько десятков тысяч сербов.
В 1999 году в военные действия вмешалось НАТО: массированным бомбардировкам были подвергнуты югославские города и военные объекты. Тысячи жителей Косово были убиты, около полумиллиона, в основном албанцев, осталось без крова. В результате сербское правительство было вынуждено согласиться на ввод в Косово военного контингента НАТО KFOR и переход края под управление ООН, что и было осуществлено на основании резолюции СБ ООН № 1244 от 10 июня 1999 года.

## Путь к независимости

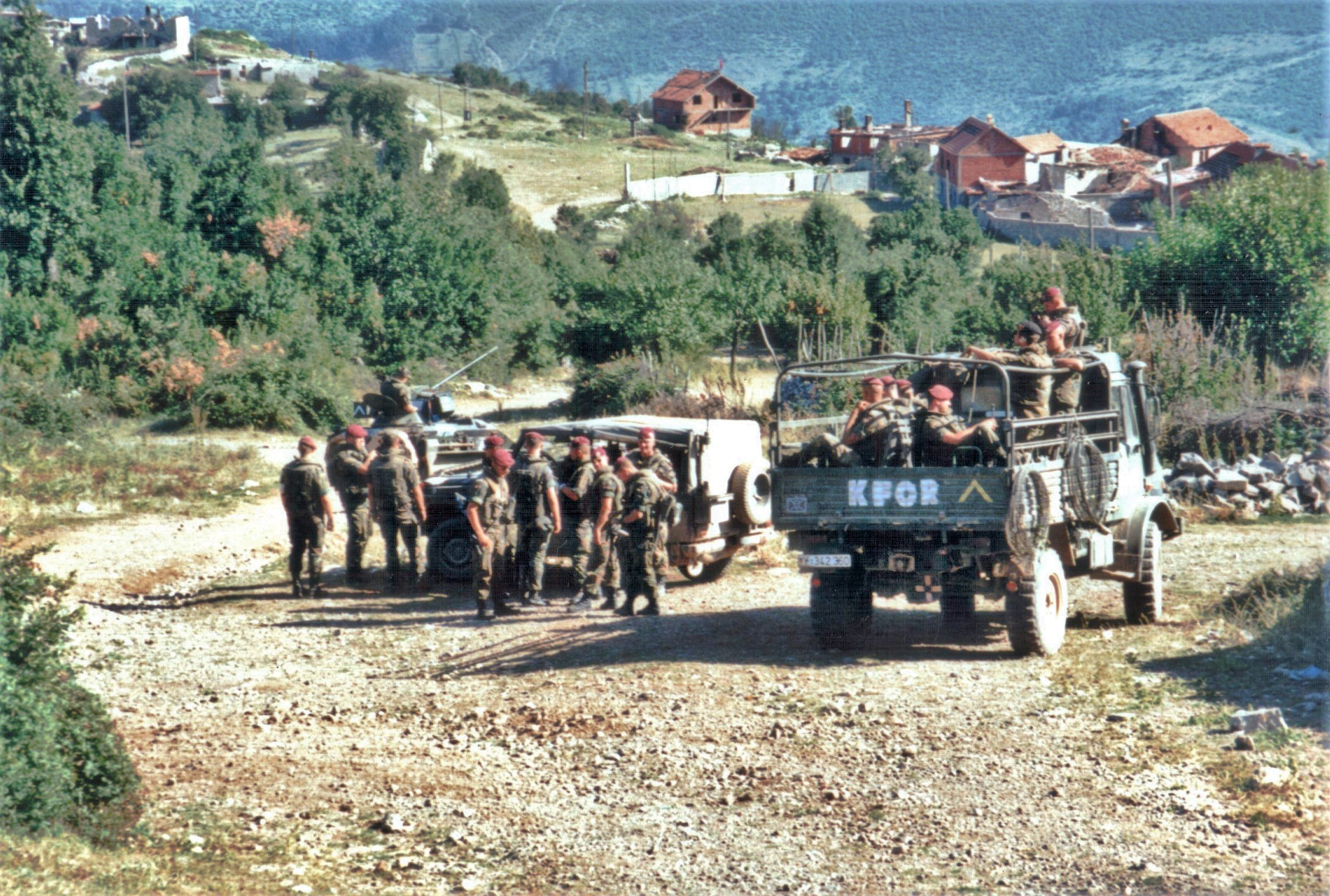
Германский патруль KFOR в южной части Косова, 1999 г.

23 октября 2004 года под контролем временной администрации прошли выборы в парламент Косово. Большая часть голосов (47 %) была отдана Демократической лиге Косово (лидер — Ибрагим Ругова, умеренные). Демократическая партия Косово (лидер — бывший полевой командир Хашим Тачи) получила 27 % голосов. Ещё один бывший командир Армии освобождения Косова — Рамуш Харадинай — возглавлял партию Альянс за будущее Косово. Все албанские партии выступали за независимость края. Подавляющее большинство косовских сербов выборы проигнорировало — проголосовало около 900 человек, то есть менее 1 % сербского населения. По их мнению, в крае не было создано нормальных условий для проведения выборов, что доказало кровопролитие в марте 2004 года, когда в результате беспорядков и погромов 19 человек погибли, 4 тысячи сербов и других неалбанцев лишились крова, были сожжены сотни домов и разрушены десятки православных храмов и монастырей.
6 декабря правительство Косово возглавил Рамуш Харадинай. В марте 2005 года он подал в отставку. Ему на смену пришёл более умеренный Байрам Косуми. После смерти в январе 2006 года Ибрагима Руговы президентом был избран Фатмир Сейдиу, а премьер-министром вновь стал бывший полевой командир АОК — Агим Чеку. В ноябре 2006 года Чеку находился с неофициальным визитом в Москве по приглашению Комитета Госдумы РФ по международным делам, где провёл переговоры в МИД РФ, а также с российскими депутатами, которые призвали албанское руководство к прямым контактам с Белградом. С 9 января 2008 года правительство Косово возглавляет Хашим Тачи, в прошлом полевой командир Армии Освобождения Косово.
Первоначально в отношении Косово мировое сообщество пыталось применить формулу «стандарты до статуса», которая предполагала достижение консенсуса между всеми политическими силами и этническими группами, и лишь после этого — определение статуса края. Эта политика, однако, не привела ни к возвращению в край сербов, ни к прекращению насилия. В октябре 2005 года Совет безопасности ООН высказался за начало переговоров о статусе края.
31 января 2006 года на заседании контактной группы по Косово на уровне министров иностранных дел (Россия, США, Великобритания, Франция, Германия, Италия, ЕС и НАТО) было принято заявление, согласно которому «при решении вопроса о статусе Косово необходимо полностью принять во внимание характер косовской проблемы, которая оформилась в результате распада Югославии, последовавших за этим конфликтов, этнических чисток и событий 1999 года, а также его длительного пребывания под международным управлением на основе резолюции ООН 1244». Министры высказались за необходимость предпринять все усилия для достижения договорённости по Косово уже в 2006 году. Россия выступила против установления конкретных сроков урегулирования, так же, как и Сербия. Были согласованы три основных принципа переговоров: Косово не может быть возвращено под управление Сербии, не может быть разделено и не может быть присоединено к другому государству. Главой международных посредников по урегулированию проблемы Косова назначен бывший президент Финляндии Марти Ахтисаари.
Переговоры о статусе Косово между сербами и косовскими албанцами начались 20 февраля 2006 года в Вене при посредничестве специального представителя генерального секретаря ООН Марти Ахтисаари. Албанская позиция заключалась в требовании предоставить Косово полной и безоговорочной независимости. Сербия рассчитывала сохранить хотя бы формальный контроль над Косово и настаивала на том, чтобы косовским сербам в местах компактного проживания было предоставлено самоуправление в вопросах здравоохранения, образования, юридической и социальной службы, а также вопросах безопасности. Правовой основой переговоров оставалась резолюция 1244, в которой, в частности, содержалось подтверждение «незыблемости суверенитета и территориального интегритета Федеральной республики Югославия» и не упоминалось ничего большего, чем «предоставление существенной автономии в составе Югославии».
16 февраля 2008 года Евросоюз одобрил размещение миссии EULEX в Косово.

## Провозглашение независимости

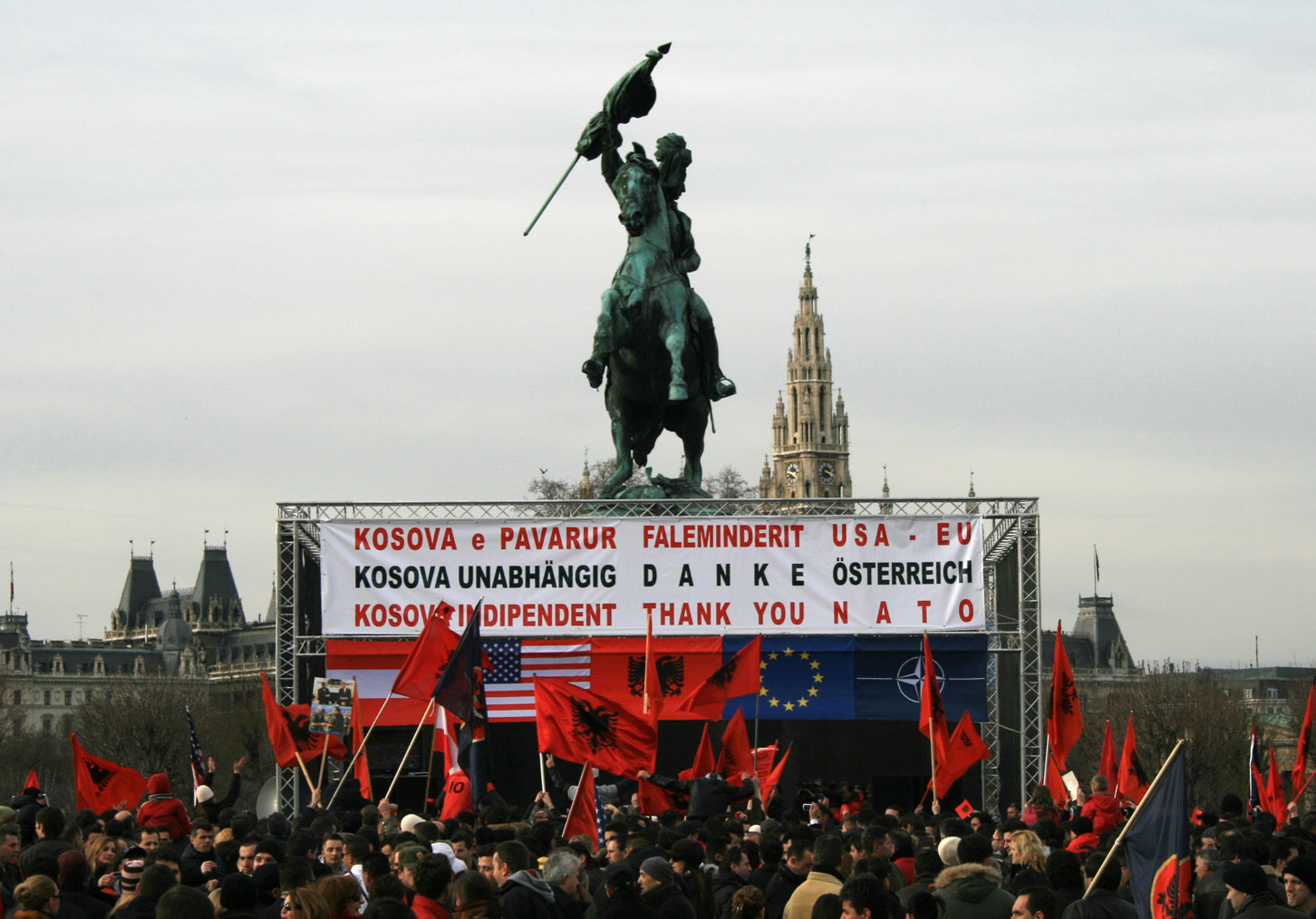
Празднование провозглашения независимости Косово в Вене, 17 февраля 2008 года

17 февраля 2008 года Парламент Косово объявил о независимости Косово в одностороннем порядке. 14 марта косовские сербы, протестующие против независимости края, приступили к действиям и захватили здание албанского суда. Здание штурмовало около 200 человек и они удерживали здание 3 дня. 17 марта усиленные войска ООН в количестве 500 человек отбили здание и арестовали 53 человека. Однако, когда арестованных перевозил конвой ООН, на него напала толпа сербов и закидала камнями, бутылками с зажигательной смесью, гранатами. Всего оказались ранены 42 военных и сильно повреждены 2 машины. После этого войскам ООН было приказано покинуть сербский анклав на севере края. В ночь на вторник один украинский миротворец скончался.
15 ноября 2009 года в Косово состоялись первые с момента объявления независимости края муниципальные выборы. Победу на них одержала Демократическая партия Косова премьер-министра страны Хашима Тачи. Второе место досталось их оппонентам из Демократической лиги Косово, возглавляемой президентом страны Фатмиром Сейдиу. Третьим пришёл Альянс за будущее Косово во главе с одним из основателей Армии освобождения Косово Рамушем Харадинаем.
1 декабря 2009 года в Международном суде в Гааге начались слушания о законности одностороннего провозглашения независимости Косово. 22 июля 2010 года Международный суд ООН признал законность решения властей Косово о провозглашении независимости от Сербии.
15 октября 2010 года в стране произошёл первый в её истории политический кризис: Демократическая лига Косово под руководством бывшего президента Фатмира Сейдиу решила выйти из правящей коалиции. Кризис начался в октябре, когда конституционный суд страны вынес решение, согласно которому президент страны не может быть одновременно лидером партии.
8 марта 2011 года в Брюсселе прошли первые за историю Косово переговоры с Сербией. Политический статус Косово не обсуждался. Позиция Белграда: улучшение жизни сербской общины в Косово. Позиция Приштины: нормализация отношений с Сербией.
В июле 2011 года возник конфликт между властями самопровозглашённой Республики Косово и косовскими сербами за контроль над двумя переходами на границе края с Центральной Сербией, которую косовские власти рассматривают как государственную. Фактически на стороне Косово выступили и силы KFOR. Конфликту предшествовали безуспешные переговоры Приштины и Белграда о таможенном регулировании.
19 апреля 2013 года в Брюсселе премьер-министр Сербии Ивица Дачич и премьер-министр Косова Хашим Тачи парафировали соглашение о принципах нормализации отношений. Оно касается статуса и функций сербских общин на севере Косово, но не статуса самого Косово. Соглашение предусматривает формирование нового единого сообщества/ассоциации сербских общин Косово, которые должны контролировать области экономического развития, образования, здравоохранения, городского и сельского хозяйства. Дополнительными полномочиями это объединение могут наделить «центральные власти» Косова. Полицейские подразделения сербской части Косово должны быть полностью интегрированы в единую косовскую службу, однако командовать региональным полицейским управлением, которое возьмет под контроль четыре сербские общины (Северная Митровица, Звечан, Зубин Поток и Лепосавич), должен косовский серб. Судебные органы северного Косово должны быть интегрированы в косовские и действовать по косовским законам, однако в сербской части города Косовска-Митровица должен быть учрежден особый окружной суд. Предусмотрено проведение в 2013 году при поддержке ОБСЕ выборов в руководство сербских муниципалитетов. Сербия и Косово договорились не блокировать процесс вхождения друг друга в состав ЕС. Для реализации соглашения при поддержке ЕС должен быть сформирован совместный комитет. Многие сербские оппозиционные партии, Сербская православная церковь, движения националистического толка и косовские сербы выступают против соглашения с Косово, поскольку считают его предательством национальных интересов.
После заключения Брюссельских соглашений процесс получения Республикой Косово фактической независимости ускорился. В 2016 году EULEX передала косовским властям контроль над таможней, но при этом миссия обещала помогать им советами. Более того, высказывания сербских властей в адрес властей Республики Косово стали, пожалуй, гораздо более мягкими и с намеками на необходимость признания независимости края. Например, в 2016 году премьер-министр Сербии А. Вучич заявил, что на тот момент единственным решением косовской проблемы было бы признание Сербией независимости Республики Косово, но это невозможно и этого не будет.
4 сентября 2020 года в Вашингтоне было подписано Соглашение о нормализации экономических отношений между Сербией и Косово.
5 ноября 2020 года ушедший в отставку президент частично признанной Республики Косово Хашим Тачи, которого обвиняют в военных преступлениях, взят под стражу в Гааге. Об этом сообщила гаагская Специальная прокуратура по Косово.
Помимо Тачи арестованы бывшие председатели парламента Косово Кадри Весели и Якуп Красничи, а также один из полевых командиров Освободительной армии Косова Реджеп Селими, говорится в сообщении прокуратуры.
В сентябре 2021 года власти Косово перестали пропускать в страну автомобили с сербскими номерами и стали требовать от их владельцев временные косовские номера (это было ответом на аналогичный подход сербских властей). Недовольные этим сербы, проживающие на севере Косово, заблокировали пограничные переходы, после чего в приграничную зону был направлен косовский полицейский спецназ. В ответ Сербия привела свои войска в боевую готовность. 30 сентября было достигнуто соглашение о деэскалации напряженности, власти Косово согласились вывести спецподразделения полиции с границы.
13 октября 2021 года в городе Косовска-Митровица полицейские явились в несколько аптек и других торговых точек для проверки языка документации. Как официально было заявлено, эти рейды проводились для выявления контрабанды. В ответ на это сотни местных сербов вышли на улицы города, заблокировали дорожное движение грузовиками и пожарными машинами. Полиция применяла слезоточивый газ и светошумовые гранаты, ранения получили десятки людей. Аналогичная акция протеста прошла и в городе Звечане, где по протестующим полиция открыла огонь, один человек был тяжело ранен.
В 2022 году власти Косово вновь потребовали заменить личные документы и автомобильные номера, выданные в Сербии для проживающих на севере Косова сербов. Это решение должно было вступить в силу с 1 августа 2022 года. В ответ Сербия пригрозила сформировать Содружество сербских муниципалитетов Косова без согласия властей Косова. Сербская армия была приведена в состояние повышенной боевой готовности. Косовские сербы построили баррикады и преградили путь косовскому спецназу в городах Рударе и Зупча. На севере Косова к вечеру 31 июля стали раздаваться выстрелы и взрывы. В итоге 1 августа власти Косово отложили введение запрета на сербские документы на один месяц.